# 周銓 (崇禎進士)
周銓（16世紀—1653年），字簡臣，南直隸鎮江府金壇縣人，明朝、南明政治人物。

## 生平
周銓年輕時和弟周鍾齊名，崇禎九年（1636年）丙子科應天鄉試舉人，十年（1637年）聯捷丁丑科進士。户部觀政，十一年四月授浙江上虞縣知縣，有良樸名聲。當地有陳姓編修驕橫，連同三百多人赴告者，他大力懲治其僕人，權貴都被震撼，合謀陷害他，因此貶為代州判官、大同府照磨。
弘光年間，起為浙江蕭山縣知縣。曾和叔父周維持及張明弼上奏疏救周鍾，後來致仕。清順治十年（永曆七年，1653年）受鄭成功反攻牽連，談笑而死。

## 著作
有《未焚集》、《史論》數十卷刊行。

## 家族
曾祖周臬；祖父周子德，贈河南布政使司右參政；父周召詩，贈上虞縣知縣。從兄弟周鑣，弟周鍾。